# Como se Fora Seu Filho
Como se Fora Seu Filho é um álbum, da autoria de José Afonso, editado em 1983.

## Alinhamento
- Papuça
- Utopia
- A Nau de António Faria
- Canção da Paciência
- O País Vai de Carrinho
- Canarinho
- Eu Dizia
- Canção do Medo
- Verdade e Mentira
- Altos Altentes[1]